# Закон України «Про розвиток та державну підтримку малого і середнього підприємництва в Україні»
Закон України «Про розвиток та державну підтримку малого і середнього підприємництва в Україні» — ухвалений у 2012 році.
Цей закон є підґрунтям для розвитку малого і середнього підприємництва (МСП) та охоплює такі питання:
- Принципи та напрями політики МСП;
- Інститути розвитку МСП (включно із спеціально уповноваженим органом у сфері розвитку малого і середнього підприємництва);
- Консультативні та дорадчі органи з питань розвитку МСП;
- Державна підтримка та інфраструктура для розвитку МСП;
- Український фонд підтримки підприємництва (в 2013 році було видано 37 мікрокредитів на загальну суму 9 млн. грн. Наразі фонд не надає кредитування, останній рік повернення коштів - 2016) тощо.